# Oronotus ishiyamanus
Oronotus ishiyamanus är en stekelart som först beskrevs av Tohru Uchida 1926.  Oronotus ishiyamanus ingår i släktet Oronotus och familjen brokparasitsteklar. Inga underarter finns listade i Catalogue of Life.